# Campeonato Mundial de Esquí Nórdico de 1970

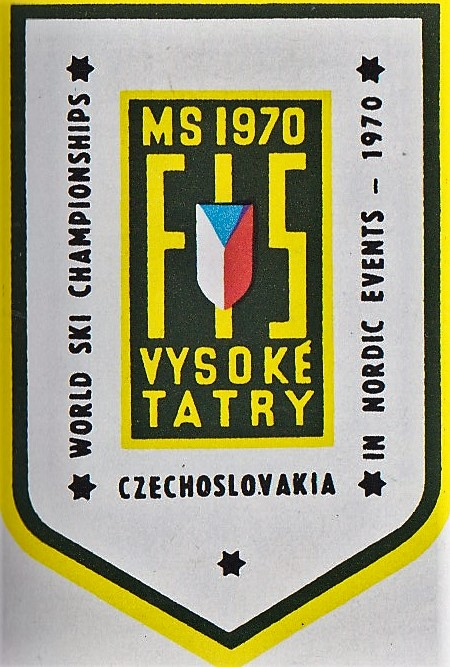
Campeonato del Mundo de Esquí Nórdico IS 1970

El XXVIII Campeonato Mundial de Esquí Nórdico se celebró en la localidad de Vysoké Tatry (Checoslovaquia) entre el 14 y el 22 de febrero de 1970 bajo la organización de la Federación Internacional de Esquí (FIS) y la Federación Checoslovaca de Esquí.

## Esquí de fondo

### Masculino
| Evento                   | Oro                                                                                   | Plata                                                                      | Bronce                                                                                      |
| ------------------------ | ------------------------------------------------------------------------------------- | -------------------------------------------------------------------------- | ------------------------------------------------------------------------------------------- |
| 15 km (17.02)            | Lars-Göran Åslund · Suecia · 47:04,71                                                 | Odd Martinsen · Noruega · 47:38,19                                         | Fiodor Simashov URSS 47:49,00                                                               |
| 30 km (16.02)            | Viacheslav Vedenin URSS 1:39:48,01                                                    | Gerhard Grimmer RDA 1:40:25,58                                             | Odd Martinsen · Noruega · 1:41:04,42                                                        |
| 50 km (20.02)            | Kalevi Oikarainen · Finlandia · 2:49:34,70                                            | Viacheslav Vedenin URSS 2:50:04,82                                         | Gerhard Grimmer RDA 2:50:12,88                                                              |
| Relevo 4 × 10 km (22.02) | URSS Vladimir Voronkov Valeri Tarakanov Fiodor Simashev Viacheslav Vedenin 2:06:36,47 | RDA Gerd Heßler Axel Lesser Gerhard Grimmer Gert-Dietmar Klause 2:06:50,59 | Suecia · Ove Lestander · Jan Halvarsson · Ingvar Sandström · Lars-Göran Åslund · 2:06:56,80 |

### Femenino
| Evento                  | Oro                                                            | Plata                                                 | Bronce                                                                  |
| ----------------------- | -------------------------------------------------------------- | ----------------------------------------------------- | ----------------------------------------------------------------------- |
| 5 km (17.02)            | Galina Kulakova URSS 18:07,89                                  | Galina Piliushenko URSS 18:27,91                      | Nina Fiodorova URSS 18:28,51                                            |
| 10 km (19.02)           | Alevtina Oliunina URSS 36:19,00                                | Marjatta Kajosmaa · Finlandia · 36:40,05              | Galina Kulakova URSS 37:06,04                                           |
| Relevo 3 × 5 km (22.02) | URSS Nina Fiodorova Galina Kulakova Alevtina Oliunina 54:32,18 | RDA Gabriele Haupt Renate Fischer Anna Unger 55:09,65 | Finlandia · Senja Pusula · Helena Takalo · Marjatta Kajosmaa · 55:33,76 |

## Salto en esquí
| Evento                              | Oro                           | Plata                           | Bronce                                       |
| ----------------------------------- | ----------------------------- | ------------------------------- | -------------------------------------------- |
| Trampolín normal individual (14.02) | Gari Napalkov URSS 240,6 pts. | Yukio Kasaya Japón 237,7 pts.   | Lars Grini · Noruega · 234,6 pts.            |
| Trampolín grande individual (22.02) | Gari Napalkov URSS 226,0      | Jiří Raška Checoslovaquia 212,3 | Stanisław Gąsienica Daniel · Polonia · 211,8 |

## Combinada nórdica
| Evento             | Oro                                 | Plata                          | Bronce                          |
| ------------------ | ----------------------------------- | ------------------------------ | ------------------------------- |
| TG + 15 km (16.02) | Ladislav Rygl Checoslovaquia 410,50 | Nikolai Nogovitsyn URSS 407,36 | Viacheslav Driaguin URSS 407,02 |

## Medallero
| Núm. | País           | Oro | Plata | Bronce | Total |
| ---- | -------------- | --- | ----- | ------ | ----- |
| 1    | URSS           | 7   | 3     | 4      | 14    |
| 2    | Finlandia      | 1   | 1     | 1      | 3     |
| 3    | Checoslovaquia | 1   | 1     | 0      | 2     |
| 4    | Suecia         | 1   | 0     | 1      | 2     |
| 5    | RDA            | 0   | 3     | 1      | 4     |
| 6    | Noruega        | 0   | 1     | 2      | 3     |
| 7    | Japón          | 0   | 1     | 0      | 1     |
| 8    | Polonia        | 0   | 0     | 1      | 1     |
|      | TOTAL          | 10  | 10    | 10     | 30    |